# Amalthea-gruppen
Amalthea-gruppen er en underinddeling af planeten Jupiters måner, bestående af de måner der er tættest på Jupiter. I skrivende stund (august 2005) kender man fire måner, der falder i denne kategori, nemlig Adrastea, Amalthea (gruppens største medlem), Metis og Thebe.
Medlemmerne af Amalthea-gruppen kredser så tæt omkring Jupiter, at tidevandskræfterne i  kæmpeplanetens tyngdefelt tvinger månerne til bunden rotation, dvs. månerne roterer om sig selv nøjagtig lige så hurtigt som de kredser om Jupiter, sådan at de til enhver tid vender samme side mod Jupiter. Adrastea og Metis har så små omløbsbaner, at de kredser hurtigere omkring Jupiter, end Jupiter drejer sig om sig selv. På grund af tidevandskræfterne "tappes" disse to måner gradvist for mekanisk energi, så deres i forvejen små omløbsbaner ganske langsomt bliver mindre og bringer dem endnu tættere på Jupiter.
De to inderste medlemmer af gruppen, Adrastea og Metis, ligger også indenfor den utydelige planetring, der findes omkring Jupiter. De er muligvis "leverandører" af støv og andet materiale til denne ring.